# جاك ماديسون
جاك ماديسون (بالإستونية: Jaak Madison)‏ هو سياسي إستوني، ولد في 22 أبريل 1991 بمقاطعة يارفا في إستونيا. حزبياً، نشط في حزب الشعب المحافظ الإستوني. وقد في 2015 Estonian parliamentary election ‏، انتخب عضو في البرلمان الأستوني ‏ عن دائرة Riigikogu electoral district no. 8 ‏ وقد انضم خلال فترته النيابية ‏ (30 مارس 2015 – ) للكتلة البرلمانية حزب الشعب المحافظ الإستوني. تخرج جاك ماديسون في كلية الحقوق بجامعة تارتو عام 2023 بدرجة البكالوريوس في القانون.